# カネ梨和也
『カネ梨和也』（カネなしかずや）は、日本テレビで2023年（令和5年）1月14日から4月1日まで毎週土曜 0:30 - 0:59（金曜深夜）に全12回放送されたバラエティ番組であり、亀梨和也の冠番組でもある。

## 概要
「お金がなくても楽しめるのか?」をコンセプトに、亀梨と宇野Dがゲストと一緒に限られたお金で四苦八苦しながら様々な企画に挑戦する。

## 出演者
MC
- 亀梨和也（字幕では「カネ梨和也」と表示される）

旅のお供
- ヒコロヒー
- 森田哲矢（#14）

## 放送リスト
| 回 | 放送日時                    | 内容                                         | ゲスト                             | 備考         |
| -- | --------------------------- | -------------------------------------------- | ---------------------------------- | ------------ |
| 1  | 2023年1月14日 0:45 - 1:14   | 500円で東京役所カレーを食べ回る旅!           | 田中卓志                           |              |
| 2  | 2023年1月21日 0:55 - 1:24   | 0円温泉野湯を掘る                            | 中岡創一 西村真二                  |              |
| 3  | 2023年1月28日 1:05 - 1:34   | 0円温泉野湯を掘る                            | 中岡創一 西村真二                  | [ 注 1 ]     |
| 4  | 2023年2月4日 1:15 - 1:44    | 謎の外国人タウンに潜入                       | 春日俊彰                           |              |
| 5  | 2023年2月11日 0:30 - 0:59   | 巨大商店街で最高の晩酌おかずを探す           | 長谷川忍                           |              |
| 6  | 2023年2月18日 0:30 - 0:59   | 昭和のレトロゲームに大熱狂                   | 狩野英孝                           |              |
| 7  | 2023年2月25日 0:30 - 0:59   | 最高の朝メシを求めガチ市場に潜入!            | 森田哲矢                           |              |
| 8  | 2023年3月4日 0:30 - 0:59    | 新橋の駅ビルで飲みまくる!                    | ヒコロヒー                         |              |
| 9  | 2023年3月11日 0:30 - 0:59   | 人気ラーメン店で働きまかない飯を食べる!      | 伊藤俊介                           |              |
| 10 | 2023年3月18日 0:35 - 1:04   | 100均グッズでキャンプ!                       | 森田哲矢 バイク川崎バイク          |              |
| 11 | 2023年3月25日 0:30 - 0:59   | 100均グッズでキャンプ!                       | 森田哲矢 バイク川崎バイク          |              |
| 12 | 2023年4月1日 1:15 - 1:44    | 大都会東京の異世界に潜入                     | 長谷川忍                           |              |
| 13 | 2023年4月29日 15:30 - 16:55 | 特別編                                       |                                    |              |
| 14 | 2023年7月10日 23:59 - 0:54  | バイト代フルベットし世界一うまい!?カレー作り | とにかく明るい安村 豊ノ島 藤本敏史 | プラチナイト |

## ネット局
- 全編ローカルセールス枠のため、日本テレビ以外の通常時同時ネットとする局でも自主編成の都合上臨時に遅れネットまたは非ネットに変更することがある一方、通常時非ネットとする局でも臨時同時ネットで放送する場合がある。

| 放送対象地域   | 放送局                | 系列           | 放送日時                      | 放送期間               | ネット状況 |
| -------------- | --------------------- | -------------- | ----------------------------- | ---------------------- | ---------- |
| 関東広域圏     | 日本テレビ（NTV）     | 日本テレビ系列 | 土曜 0:30 - 0:59 （金曜深夜） | 2023年1月14日 - 4月1日 | 【制作局】 |
| 青森県         | 青森放送（RAB）       | 日本テレビ系列 | 土曜 0:30 - 0:59 （金曜深夜） | 2023年1月14日 - 4月1日 | 同時ネット |
| 岩手県         | テレビ岩手（TVI）     | 日本テレビ系列 | 土曜 0:30 - 0:59 （金曜深夜） | 2023年1月14日 - 4月1日 | 同時ネット |
| 宮城県         | ミヤギテレビ（MMT）   | 日本テレビ系列 | 土曜 0:30 - 0:59 （金曜深夜） | 2023年1月14日 - 4月1日 | 同時ネット |
| 福島県         | 福島中央テレビ（FCT） | 日本テレビ系列 | 土曜 0:30 - 0:59 （金曜深夜） | 2023年1月14日 - 4月1日 | 同時ネット |
| 新潟県         | テレビ新潟（TeNY）    | 日本テレビ系列 | 土曜 0:30 - 0:59 （金曜深夜） | 2023年1月14日 - 4月1日 | 同時ネット |
| 長野県         | テレビ信州（TSB）     | 日本テレビ系列 | 土曜 0:30 - 0:59 （金曜深夜） | 2023年1月14日 - 4月1日 | 同時ネット |
| 静岡県         | 静岡第一テレビ（SDT） | 日本テレビ系列 | 土曜 0:30 - 0:59 （金曜深夜） | 2023年1月14日 - 4月1日 | 同時ネット |
| 富山県         | 北日本放送（KNB）     | 日本テレビ系列 | 土曜 0:30 - 0:59 （金曜深夜） | 2023年1月14日 - 4月1日 | 同時ネット |
| 石川県         | テレビ金沢（KTK）     | 日本テレビ系列 | 土曜 0:30 - 0:59 （金曜深夜） | 2023年1月14日 - 4月1日 | 同時ネット |
| 中京広域圏     | 中京テレビ（CTV）     | 日本テレビ系列 | 土曜 0:30 - 0:59 （金曜深夜） | 2023年1月14日 - 4月1日 | 同時ネット |
| 鳥取県・島根県 | 日本海テレビ（NKT）   | 日本テレビ系列 | 土曜 0:30 - 0:59 （金曜深夜） | 2023年1月14日 - 4月1日 | 同時ネット |
| 広島県         | 広島テレビ（HTV）     | 日本テレビ系列 | 土曜 0:30 - 0:59 （金曜深夜） | 2023年1月14日 - 4月1日 | 同時ネット |
| 山口県         | 山口放送（KRY）       | 日本テレビ系列 | 土曜 0:30 - 0:59 （金曜深夜） | 2023年1月14日 - 4月1日 | 同時ネット |
| 香川県・岡山県 | 西日本放送（RNC）     | 日本テレビ系列 | 土曜 0:30 - 0:59 （金曜深夜） | 2023年1月14日 - 4月1日 | 同時ネット |
| 高知県         | 高知放送（RKC）       | 日本テレビ系列 | 土曜 0:30 - 0:59 （金曜深夜） | 2023年1月14日 - 4月1日 | 同時ネット |
| 福岡県         | 福岡放送（FBS）       | 日本テレビ系列 | 土曜 0:30 - 0:59 （金曜深夜） | 2023年1月14日 - 4月1日 | 同時ネット |
| 長崎県         | 長崎国際テレビ（NIB） | 日本テレビ系列 | 土曜 0:30 - 0:59 （金曜深夜） | 2023年1月14日 - 4月1日 | 同時ネット |

## スタッフ
レギュラー版
- 企画・演出:廣瀬隆太郎
- 構成:西村隆志、坂本龍二
- ナレーター:服部潤
- 技術協力:Zeta、ヌーベルアージュ、mila-Rec
- 美術:三浦昭彦
- 美術協力:日テレアート
- 協力:ジャニーズ事務所
- 編集:松沢章、一戸勇人
- MA:安河内隆文
- CG:榛原大介（PDB）
- TM:小椋敏宏
- TK:南田めぐみ
- 音効:中村鉄太郎
- デスク:田口美和子
- ディレクター:児玉章、宇野慎也、大西千香、落合聖仁、吉安輝晃、西口奈津美、中原冴彩、増子千咲、畠山実希、関根あかり、三浦瑛梨花、泉晶子、大岡美由奈、齋藤憲司
- チーフディレクター:宮原健、森伸太郎（共に第1回はディレクター）
- プロデューサー:岩崎小夜子、石原由季子、加藤大樹、竜円徹、今村奈津紀、真鍋香里、山谷紅葉
- チーフプロデューサー:遠藤正累
- 制作:ZION、BaKaBest
- 製作著作:日本テレビ

2023年7月10日放送分
- 企画・演出:廣瀬隆太郎
- 構成:西村隆志、坂本龍二
- ナレーター:服部潤
- 技術協力:BeZERO、ヌーベルアージュ、mila-Rec
- 美術:三浦昭彦
- 美術協力:日テレアート
- 協力:ジャニーズ事務所
- 編集:松沢章
- MA:大江拓也
- TM:小椋敏宏
- TK:南田めぐみ
- 音効:中村鉄太郎
- デスク:田口美和子
- ディレクター:松﨑秀峰、宇野慎也、籾山裕太、泉晶子、溝口彩花、伊勢央
- チーフディレクター:森伸太郎
- プロデューサー:岩崎小夜子、山谷紅葉
- チーフプロデューサー:遠藤正累
- 制作:BaKaBest
- 製作著作:日本テレビ